# Ego-obranný mechanismus

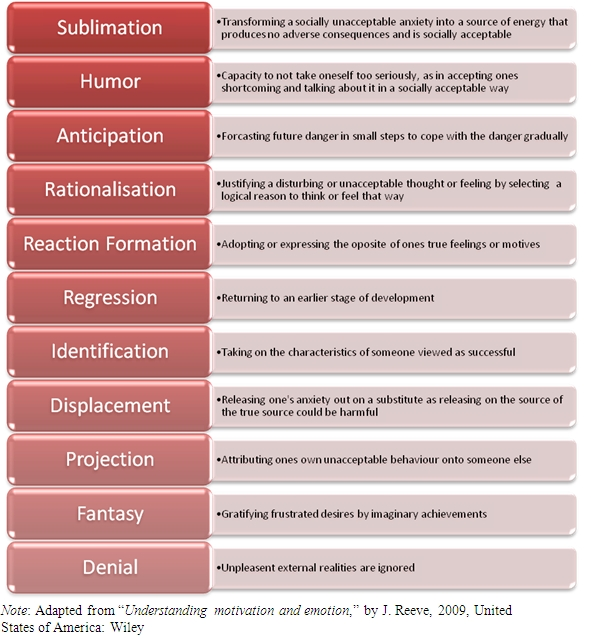
Diagram vybraných ego-obranných mechanismů (anglicky)

Ego-obranný mechanismus (obranný mechanismus ega či mechanismus obrany ega) je v psychoanalytické teorii sebeklamný mechanismus, který nevědomě používají jednotlivci či skupiny k uchování pocitu vlastní hodnoty a integrity v situacích neúspěchu, selhání, při pocitech viny, studu apod. Spočívají především ve snížení úzkosti z těchto vzniklých situací a snaží se o udržení psychické rovnováhy. Ego obranné mechanismy lze dělit na útočné (projevující se fyzickou nebo verbální agresí), únikové a jiné (nejsou ani útočné, ani únikové). Mezi nejprimitivnější obranné mechanismy patří prostý útok nebo únik bez možnosti vyjasnění a vysvětlení si konfliktní situace nebo nedorozumění asertivní komunikací a vzájemnou domluvou. Předností uplatňování obranných mechanismů je téměř okamžité snížení úzkosti. Hlavní nevýhodou však zůstává přetrvání skutečného problému a původní příčiny úzkosti jedince, který daný mechanismus použil. Mechanismy tak často odvrátí jedince k falšování, resp. odmítání reality.

## V kontextu
Poznatky o ego-obranných mechanismech pochází především z díla Sigmunda a Anny Freudových. Termín obranný mechanismus Freud poprvé použil v roce 1894 ve své studii Obranné neuropsychózy (Spisy z let 1892-1899). Na jeho práci navázala jeho dcera Anna, která se Ego-obrannými mechanismy přímo zabývala ve svém díle Já a obranné mechanismy vydaném v roce 1936. Jeho práci rozšířila a v té době definovala 10 základních obranných mechanismů. K uplatňování obranných mechanismů jako obraně proti úzkosti podle Freudové vede kritický hlas tzv. Superega. Obranné mechanismy tedy úzce souvisí s modelem psychických instancí Ono, Já a Nadjá (neboli Id, Ego a Superego), který definoval ve svém díle Já a Ono z roku 1923. Je-li Ego v duševním zápase sil slabé a podléhá-li jedné z obou instancí (Id, Superego), může dojít k duševním poruchám, neurózám a psychózám. Prohraje-li Ego tento boj, vytváří si na jeho základě obranné mechanismy, které ho před vzniklou úzkostí mají různými způsoby ochránit a úzkost potlačit.

## Nejdůležitější ego-obranné mechanismy
Mezi nejdůležitější obranné mechanismy ega patří:
- Agrese
- Projekce (psychologie)
- Introjekce (psychologie)
- Anticipace
- Disociace (psychologie)
- Hédonická adaptace
- Humor
- Identifikace (psychoanalýza)
- Projektivní identifikace
- Racionalizace (psychologie)
- Reaktivní formace
- Regrese (psychologie)
- Transgrese (psychologie)
- Štěpení (psychologie)
- Sublimace (psychologie)
- Šikana
- Egocentrismus
- Vytěsnění
- Opačné reagování
- Somatizace
- Izolace (psychologie)
- Identifikace (psychoanalýza)
- Obejití překážky (psychologie)
- Kompenzace (psychologie)
- Fixace (psychologie)